# Neastacilla levis
Neastacilla levis is een pissebed uit de familie Arcturidae. De wetenschappelijke naam van de soort is voor het eerst geldig gepubliceerd in 1921 door Thomson & Anderton.